# Kontinentalsystemet
Kontinentalsystemet (franska: Blocus continental eller kontinentalblockad) var en handelspolitisk åtgärd som Napoleon Bonaparte införde  efter förlusten mot Storbritannien vid Trafalgar år 1805. Det proklamerades genom ett dekret i Berlin den 21 november 1806. Systemet upphörde i praktiken år 1812, men avskaffades formellt år 1814.

## Kontinentalsystemets införande

### Föregångare
Idén till systemet var gammal, och kan spåras i den merkantila uppfattningen och i Rousseaus lära om en nations gemensamma plikt. Redan Ludvig XIV försökte genom att ruinera fiendens handel minska dess försvarsförmåga, och jakobinerna hade genom liknande dekret, som de misslyckades med att praktiskt genomföra, försökt att minska Storbritanniens möjligheter att försvara sig. Under franska revolutionen påbjöds att fientliga länders produkter skulle utestängas och att varje skepp med brittiska varor, som befann sig i fransk hamn, skulle beslagtas. Under konsulatets första tid stegrades handelskriget drastiskt; freden i Amiens ändrade knappast detta och krigets förnyade utbrott skärpte åtgärderna ytterligare.
Storbritanniens viktigaste export till kontinenten utgjordes av kolonialvaror och bomull. Den 20 juni 1803 förbjöd Napoleon all import av kolonialvaror, som direkt eller indirekt kom från Storbritannien. Den 20 juli samma år förbjöds tillträde till alla franska hamnar för fartyg, som kommit från Storbritannien. Även höga skatter lades på en del brittiska industriartiklar genom olika dekret.

### Kontinentalsystemet
När det stod klart för Napoleon att en invasion av Storbritannien inte skulle lyckas, försökte han att istället krossa landet ekonomiskt. De brittiska öarna förklarades i sträng blockad, så att inte ens brev till Storbritannien eller med utanskrift på engelska fick befordras. Brittiska medborgare som befann sig på områden tillhörande Frankrike eller dess allierade skulle anses som krigsfångar och all påträffad egendom, som tillhörde engelsmän, konfiskerades. Vidare fick inga skepp från Storbritannien eller dess kolonier tas emot, och all handel med brittiska varor skulle upphöra. Syftet med blockaden var att skapa en ekonomisk kris och inre oroligheter i Storbritannien, vilket skulle framtvinga en fred.
Storbritannien svarade på Berlindekretet genom kabinettsorder den 7 januari och 11 november 1807, varigenom de neutrala ländernas handelsflottor underkastades rigorösa bestämmelser, vilka innebar att alla neutrala fartyg ålades att anlöpa London, Malta eller andra brittiska hamnar för att där verifiera sin last och erhålla seglationsrätt mot stora avgifter. Napoleon utfärdade den 17 december 1807 i Milano och den 11 jan 1808 i Tuilerierna dekret, att varje skepp, som följde de brittiska bestämmelserna, skulle anses denationaliserat och tas som byte.
Det förekom dock handel mellan Storbritannien och Frankrike genom särskilda licenser, som utfärdades av respektive lands regering för vissa varor, och resten utfördes genom en alltmer tilltagande smuggling. Ön Helgoland blev medelpunkten för smuggleriet på Nordsjön. Där upplades väldiga lager som försåg grannkusterna med varor. Långa vagnsforor förde varorna inåt landet. Leipzig blev den främsta knutpunkten för norra och mellersta Tyskland; till och med från Ryssland kom varor dit. I Medelhavet var framför allt Malta huvudorten för smuggleriet; härifrån gick de förbjudna laddningarna över Thessaloniki till Ungern, Österrike och ända till Frankrike. En stor handelsflotta om nära 600 fartyg med brittiska varor under neutral flagg kom på hösten 1810 till Östersjön. Den blev på Napoleons yrkande tagen i beslag, vilket orsakade stora förluster för bland annat Ryssland. Efter att Napoleon införlivat den nordtyska kusten till och med Lübeck i Frankrike följde drakoniska åtgärder mot smuggleriet. I alla hamnar och handelsstäder företogs upprepade gånger razzior, och mängder av varor togs i beslag och brändes upp. Jättelika värden gick förlorade och ett stort antal handelshus föll omkull.

## Freden i Tilsit
Båda sidors åtgärder blev allt hänsynslösare. Den 18 oktober 1810 förordnade Napoleon att alla brittiska varor på kontinenten skulle brännas upp. Efter freden i Tilsit den 7 juli 1807 behärskade han handeln och påbuden kom att åsamka den brittiska handeln avsevärt avbräck. Storbritannien kunde endast delvis ta igen skadan genom erövringen av de franska kolonierna och öppnandet av en del dittills för dem helt eller delvis stängda marknader, framför allt i Sydamerika. Den franska industrin rönte genom kontinentalsystemet en tillfällig uppblomstring, och Napoleon kunde genom försäljning av licenser öka de franska statsintäkterna avsevärt. Systemet var dock omöjligt att i längden konsekvent upprätthålla på grund av den brittiska industrins stora tekniska försprång och Storbritanniens rikare tillgång på kolonialvaror och råmaterial.

## Följder
Napoleons vilja att upprätthålla och utvidga kontinentalsystemet var en stor bidragande orsak till invasionen på Pyreneiska halvön liksom till hans besättande av Nordsjökusten och Svenska Pommern. Sveriges vägran att år 1807 ansluta sig till systemet var en av huvudanledningarna till dess krig med Ryssland 1808–1809 och förlusten av Finland, och genom freden i Paris den 6 januari 1810 måste Sverige acceptera kontinentalsystemet. Här tillämpades det dock aldrig helt effektivt, utan Göteborg blev en stapelplats för den brittiska smyghandeln, vilket bidrog till stadens uppsving. Även för Danmark vållade kontinentalsystemet en del ödesdigra förluster, då Storbritannien 1807 rövade bort dess flotta av rädsla för, att denna annars skulle komma i Napoleons våld. Därigenom tvingades Danmark att alliera sig med Frankrike, vilket 1814 ledde till förlusten av Norge.
Kriget med Storbritannien och kontinentalsystemet vållade en fullständig omgestaltning av handelsvägar och handelsförhållanden. Ännu år 1787 uppgick Frankrikes handelsomsättning till 1 073 miljoner livres. Av dessa avsåg 346 miljoner handeln med kolonierna. Denna handel upphörde nu. Den brittiska industrin försåg den transoceaniska marknaden. Därför sökte Napoleon ersättning på fastlandet. Här skulle fabrikerna i Frankrike, den näst största industristaten, leverera de varor som behövdes. Frankrike skulle exportera sina varor till de övriga staterna men utlandets varor skulle genom höga tullar och införselförbud utestängas från Frankrike. Systemet gynnade Frankrike men skadade utlandet, och den misstämning som uppstått Napoleon av politiska skäl ökades nu av ekonomiska. Till och med de trogna bundsförvanterna såg sitt välstånd försvagas och därmed också sin köpkraft.

## Freden i Paris
Vid freden i Paris 1810 tilläts Sverige importera salt och Svenska Pommern återlämnades. Några lättnader från kontinentalsystemet beträffande kolonialvaror medgavs dock inte. Förhållandet med Storbritannien blev ansträngt och Sverige tvingades att bryta de diplomatiska förbindelserna med Storbritannien i juni samma år. Dessutom tvingades Sverige att lägga beslag på alla brittiska varor i Svenska Pommern.

## Kontinentalsystemets avveckling
Kontinentalsystemet kom att misslyckas då brittiska varor smugglades och franska tulltjänstemän var korrumperade. Systemet kom också att skapa irritation i de allierade länderna, då handeln hindrades.
Kontinentalsystemet upphörde i praktiken år 1812, men upprätthölls formellt fram till 1814.